# Fortezze legionarie romane
Per elenco delle fortezze legionarie romane si intende una lista di tutti castra militari permanenti (hiberna o castra stativa) dove soggiornarono le legioni da Augusto a Diocleziano.

## Elenco per provincia

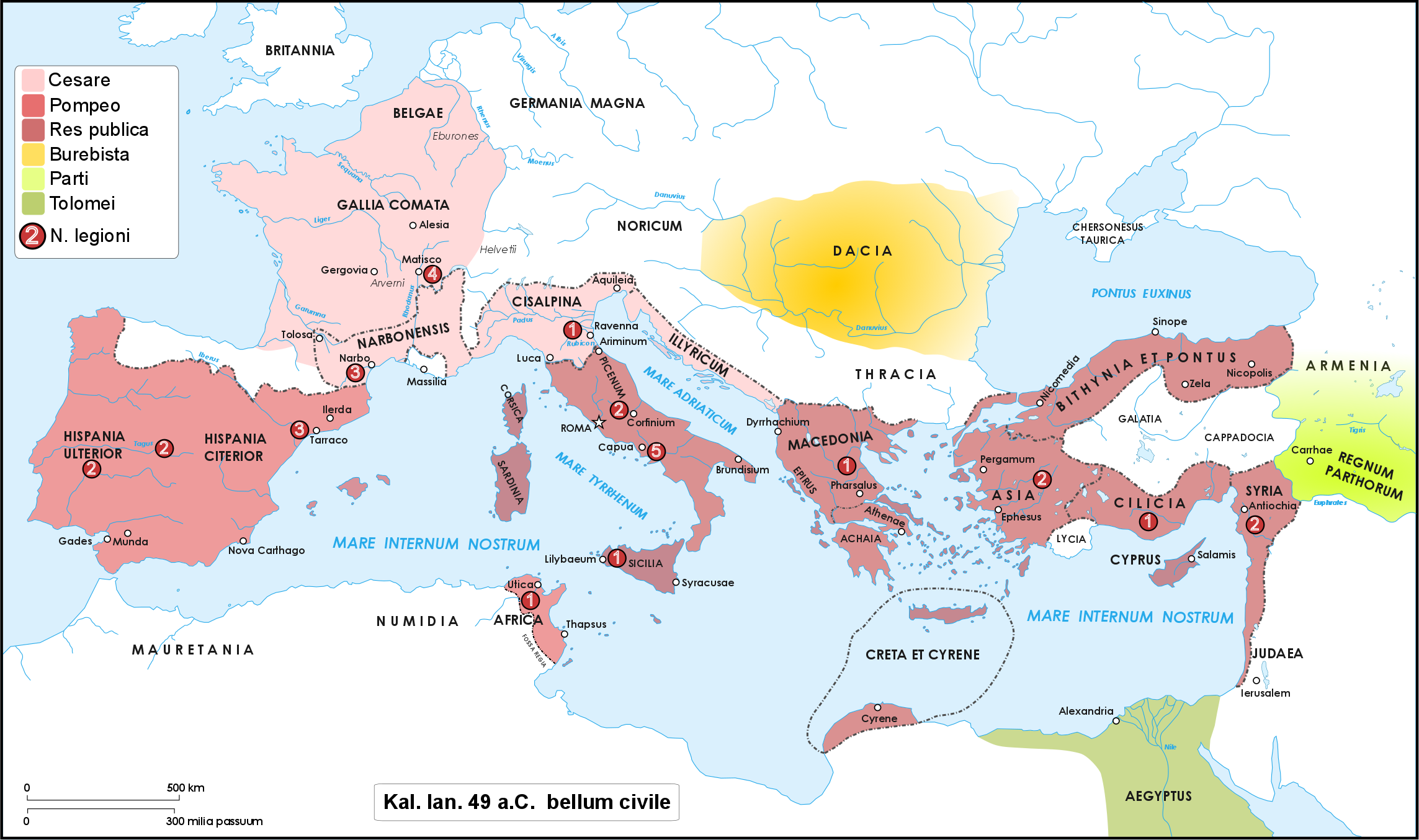
Il mondo romano allo scoppio della guerra civile (1 gennaio 49 a.C.). Sono inoltre evidenziate le legioni distribuite per provincia

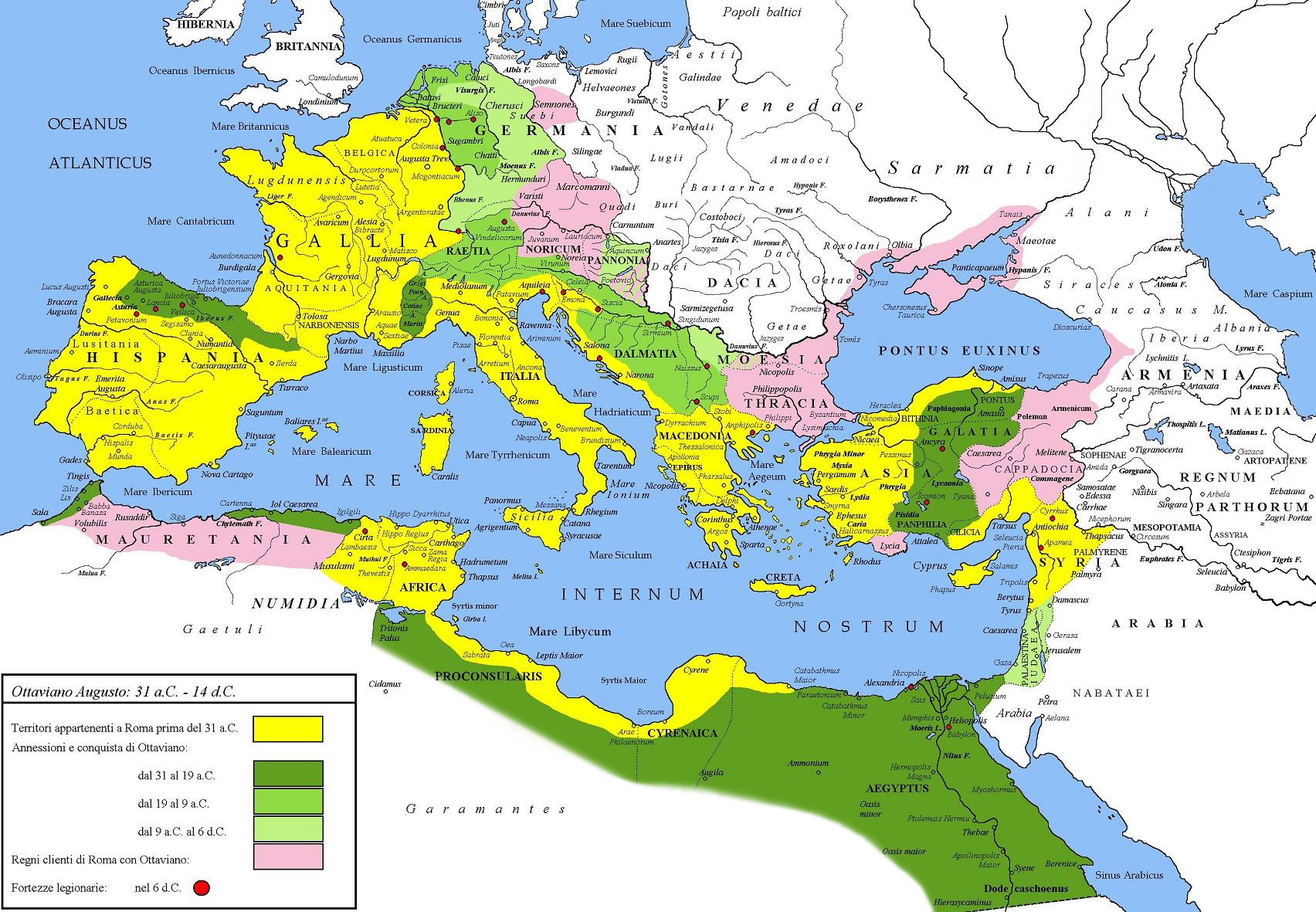
Le fortezze legionarie (in color rosso) presenti all'epoca di Augusto nel 6.

Le fortezze legionarie (in color rosso) presenti all'epoca di Tiberio nel 37.

Le fortezze legionarie (in color rosso) presenti all'epoca di Claudio nel 54.

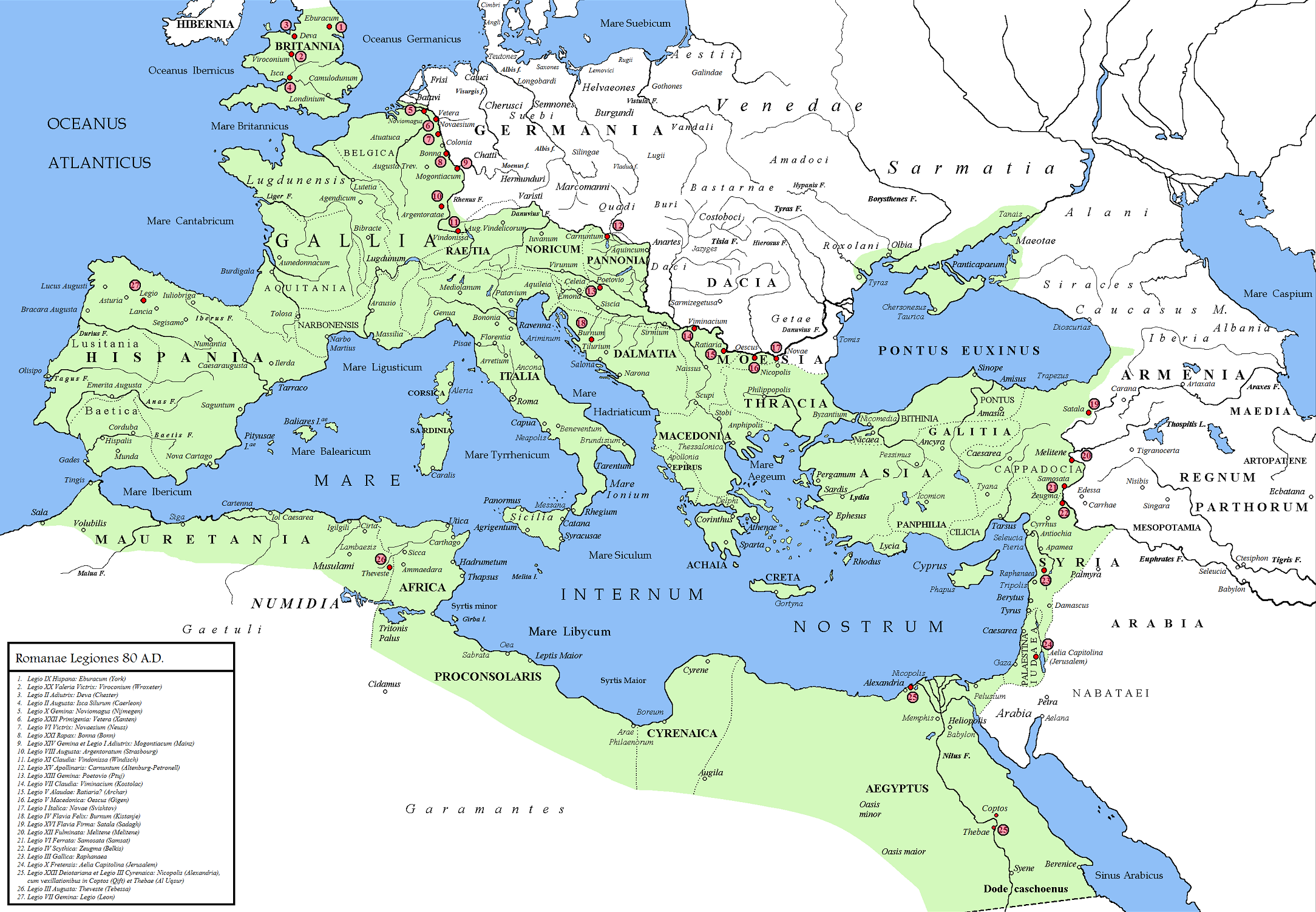
L'impero romano all'epoca di Tito nell'80.

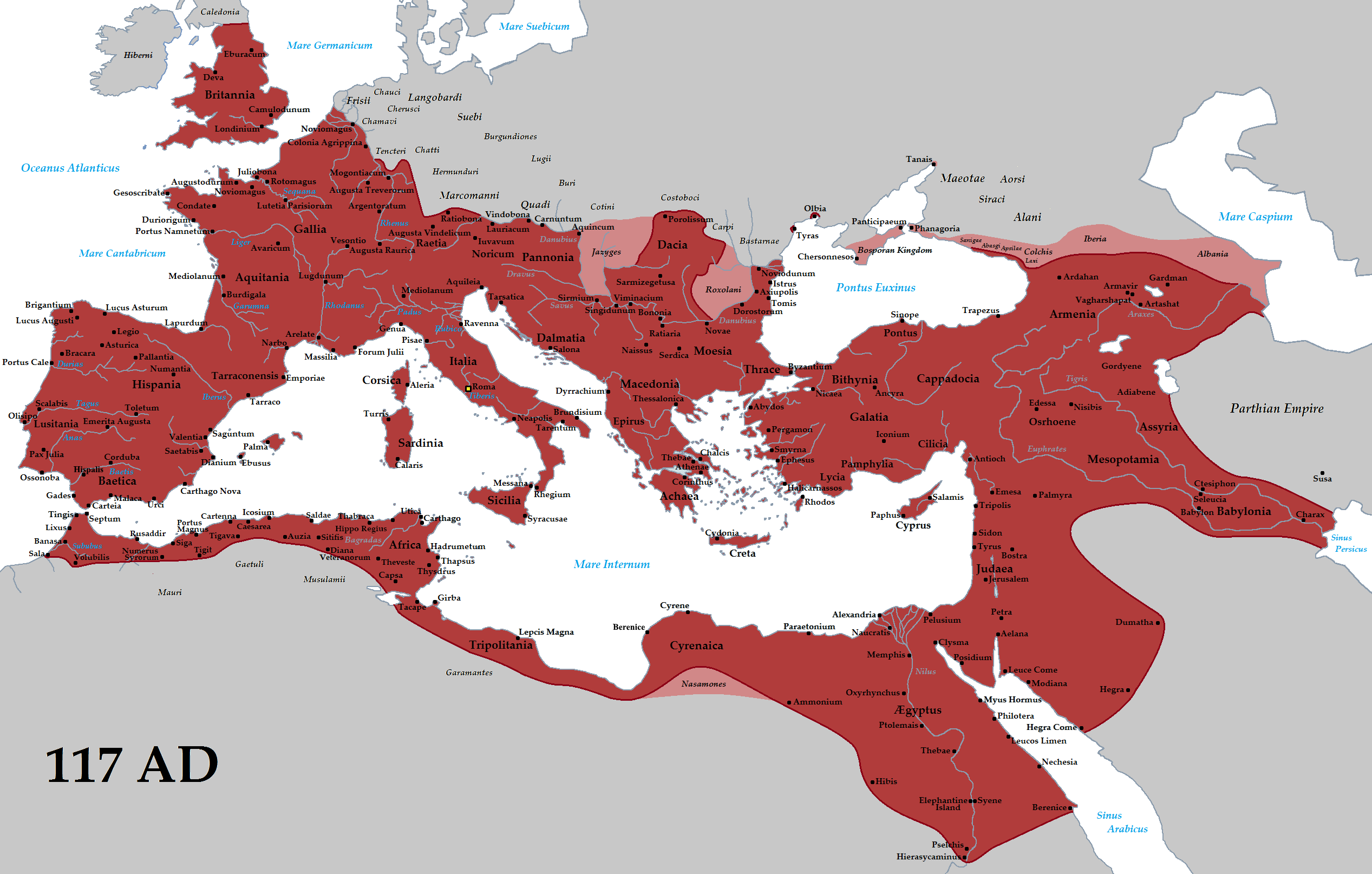
L'impero romano all'epoca di Traiano nel 117.

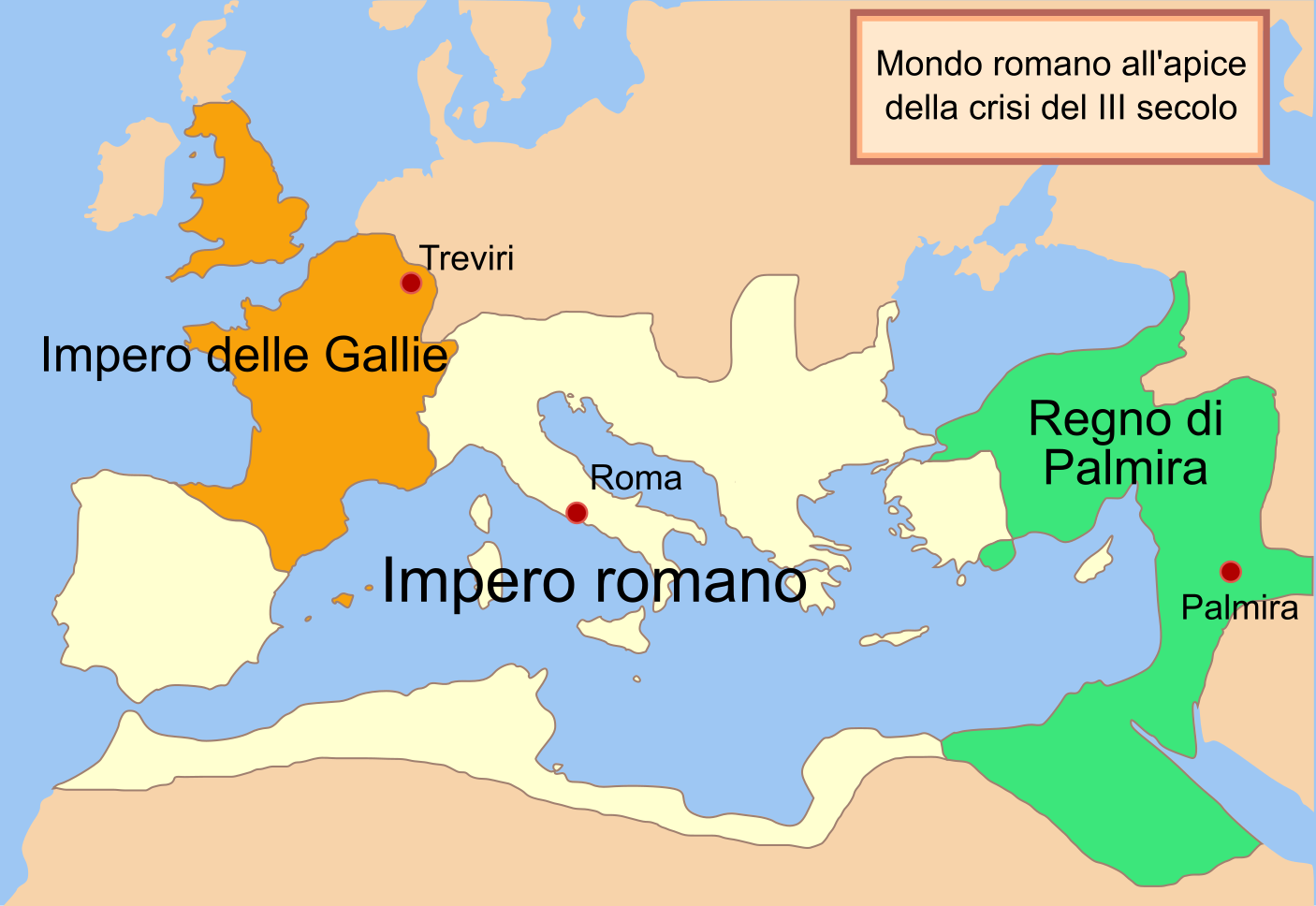
L'impero romano all'epoca di Aureliano nel 270.

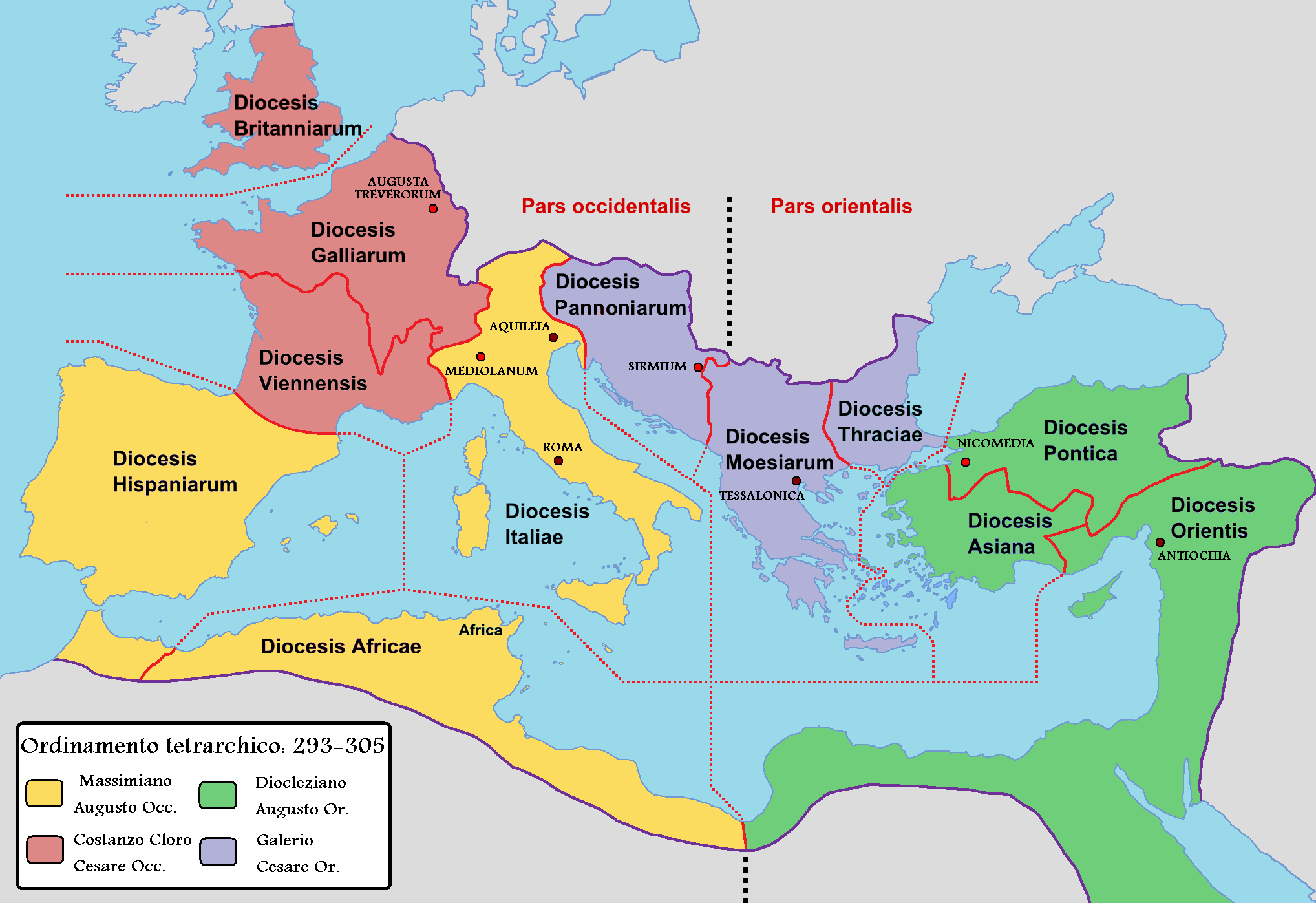
Le 12 diocesi nella nuova divisione tetrarchica dell'impero romano voluta da Diocleziano attorno al 300.

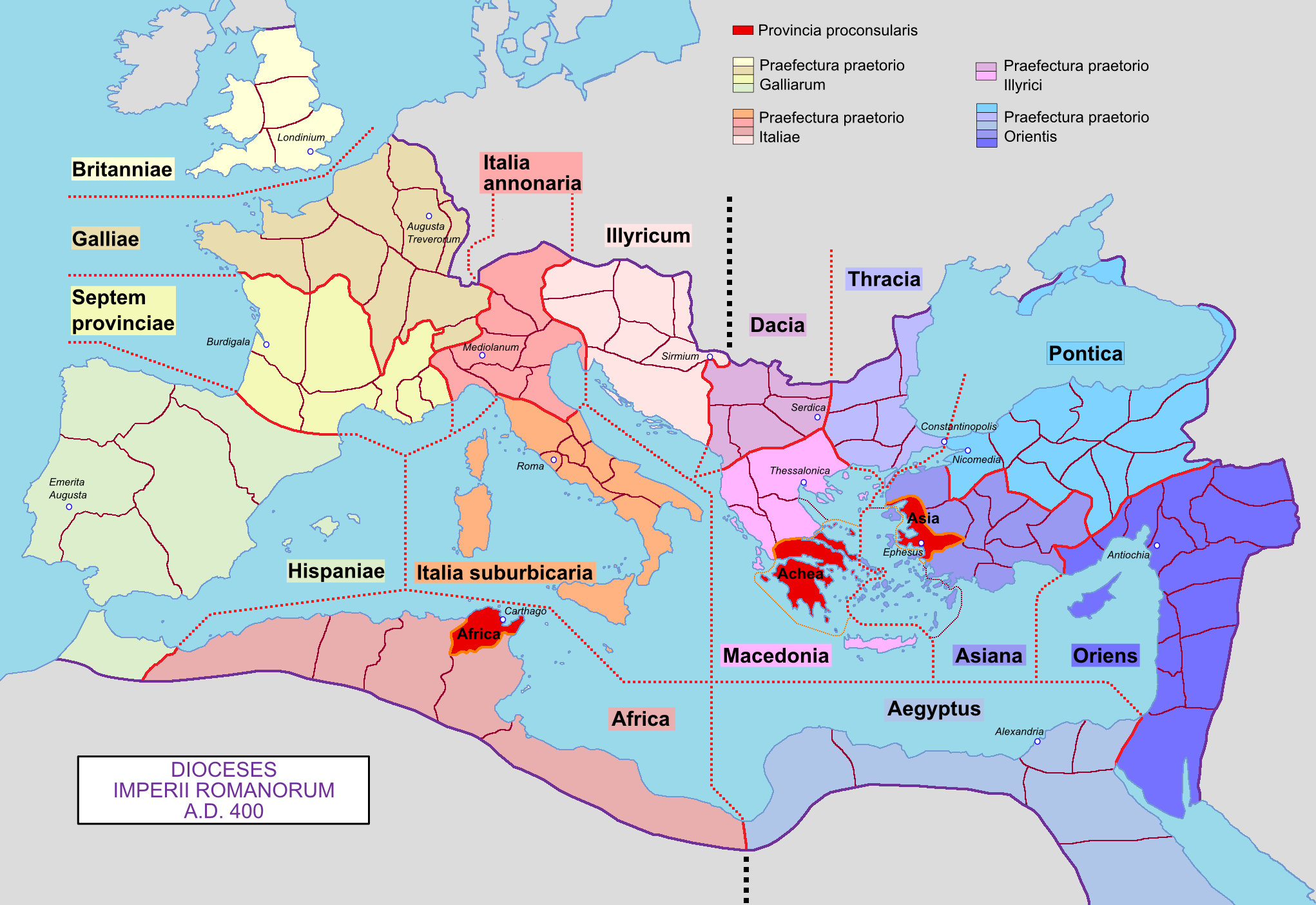
L'impero romano all'epoca della morte di Teodosio I nel 395, con la divisione amministrativa dell'impero in prefetture e diocesi.

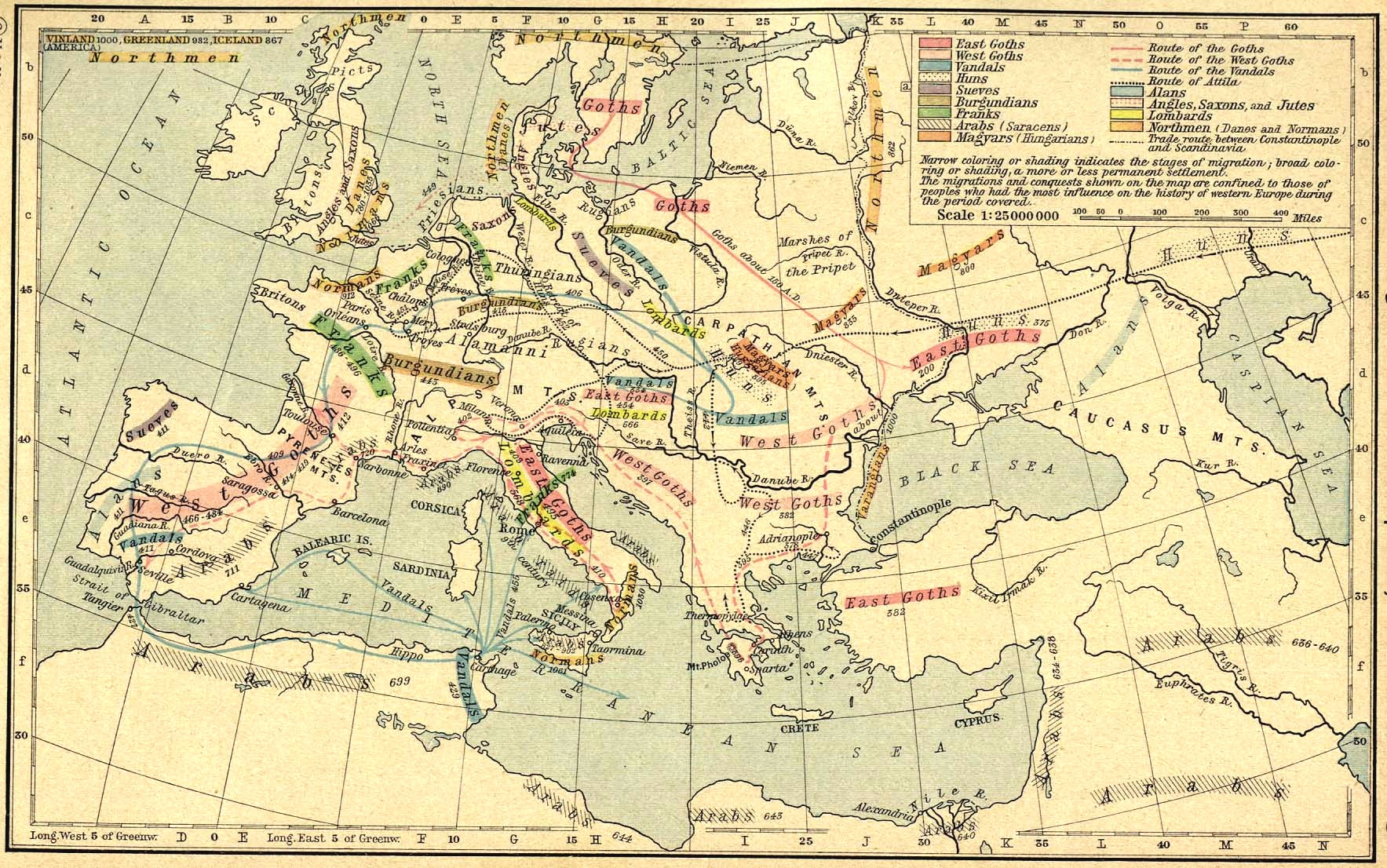
L'impero romano all'epoca delle invasioni barbariche del IV-Invasioni barbariche del V secolo.

### Lungo illimes renano

#### Germania inferiore
- a Bonn, la latina Bonna dal 18 circa fino alla caduta dell'impero romano d'occidente;[1][2][3]
- a Colonia, la latina Colonia Agrippina, dal 13 a.C. al 18;[4][5][6]
- a Neuss, la latina Novaesium, dal 16 a.C. al 4 d.C., riapre dal 20 in poi;[1][3][7]
- a Nimega, la latina Noviomagus Batavorum, campo semipermanente sotto Augusto, diventa permanente sotto Vespasiano;[3][7][8][9][10][11]
- a Xanten, la latina Castra Vetera;[3][4][12][13]

#### Germania magna
- ad Anreppen dall'4 al 9 lungo la valle del Lippe;[4][14]
- ad Haltern (di 20 ha di dimensione), la latina Aliso, dall'11 a.C. al 9 d.C.;[14][15]
- a Marktbreit, dall'5 a.C. al 9 d.C. lungo il fiume Meno;[4][14]
- ad Oberaden (di 54 ha di dimensione), più tardi forte ausiliario, utilizzato dall'11 all'8 a.C. d.C.;[4][16]

#### Germania superiore
- a Magonza, la latina Mogontiacum, dal 13 a.C. fino alla caduta dell'impero romano d'occidente;[4][7][17]
- a Mainz-Weisenau, non molto distante da Mogontiacum;[4]
- a Strasburgo, la latina Argentoratae, dal 17 (al termine delle campagne militari di Germanico in Germania del 14-16) fino alla caduta dell'Impero romano d'occidente;[1][17]
- a Windisch, la latina Vindonissa, apre tra il 9 ed il 13.[1][18]

#### Gallia
- ad Aulnay in Gallia Aquitania ai tempi di Augusto e Tiberio;[19]
- a Folleville, nella valle della Somme;[20]
- a Mirebeau-sur-Bèze, dai tempi di Cesare fino al 16 a.C. circa, ma riutilizzato sotto i Flavi, compresa la guerra contro i Catti dell'83-85;[3][7][21]

### Lungo illimes danubiano, balcanico e carpatico

#### Rezia
- ad Augusta, la latina Augusta Vindelicorum dal 15 a.C. al 9-13 d.C.;[22]
- a Dangstetten dal 15 a.C. al 9 d.C.;[23]
- ad Unterfeld (presso Eining), nei pressi della latina Abusina dal 172 al 179;[24]
- a Ratisbona, la latina Castra Regina dal 179 al V secolo;[25][26]

#### Norico
- ad Albing dal 173 al 190 circa;[25][27]
- a Ločica, nei pressi della latina Celeia, fortezza aperta attorno al 170 fino al 173-174, in seguito all'invasione germanica durante le guerre marcomanniche;[25]
- ad Enns, la latina Lauriacum;[25]

#### Dalmazia
- a Gardun, nella latina Tilurium;[5]
- a Suplja Crkva (in Croazia[14]), nella latina Burnum;[7][28]

#### Pannonie
- ad Altenburg-Petronell, la latina Carnuntum dal 50 al IV secolo;[5][17][29]
- a Budapest, la latina Aquincum, dal 90 al IV secolo;[29][30]
- a Lubiana, la latina Emona;[31][32][33][34]
- a Sremska Mitrovica, la latina Sirmio;[3][30]
- ad Osijek, la latina Mursa;[17]
- a Ptuj, la latina Poetovio;[5][30]
- a Sisak, la latina Siscia;[5]
- a Komárom, la latina Brigetio, dall'89 al IV secolo;[17][29]
- a Vienna, la latina Vindobona dal 90 al IV secolo;[17][29][30]

#### Marcomannia
- a Trenčín, la latina Leugaricio, durante le guerre marcomanniche attorno al 179, vi soggiornarono alcune vexillationes legionarie.[35]
- a Mušov, durante le guerre marcomanniche dal 172 al 180.[36]

#### Macedonia
- ad Anfipoli, nella latina Amphipolis, durante il principato di Augusto;[37][38]

#### Mesia
- ad Archar, la latina Ratiaria;[39]
- a Belgrado, la latina Singidunum;[21][29][40]
- a Gigen, la latina Oescus;[5][21][39][40]
- a Iglita, nella latina Troesmis dal 107 al IV secolo;[29][40]
- a Kostolac, la latina Viminacium;[29][40][41]
- a Niš, la latina Naissus;[5][42]
- a Silistra, nella latina Durostorum dal 107 al 168;[29][40]
- a Skopje, la latina Scupi;[28][42]
- a Svištov, la latina Novae dal 46 con l'annessione della Tracia;[7][28][29][40]

#### Dacia
- ad Alba Iulia, la latina Apulum;[29]
- a Sarmizegetusa, la latina Ulpia Traiana Sarmizegetusa dal 102 al 107 circa;[40]
- a Berzovia, la latina Berzobis, dal 102 al 118 circa;[43]
- a Turda, la latina Potaissa, dal 167 al 271;[29]

### Lungo ilLimes orientale

#### Cappadocia
- a Malatya, la latina Melitene;[28][29][41][44]
- a Sadak, nella latina Satala;[17][28][29][44]

#### Siria
- ad Antakya, la latina Antiochia per un breve periodo sotto Augusto;
- a Khoros/Hagioupolis (nell'attuale Turchia[5][45]), nella latina Cyrrhus, a partire dal principato di Augusto;
- Latakia, nella latina Laodicea;[5]
- a Qalat al Madiq, nella latina Apamea (oggi Afamya), dall'epoca augustea e riaperta sotto Settimio Severo;[5][46]
- a Rafniye, nella latina Raphana, a partire dal principato di Augusto;[29]
- Samsat, nella latina Samosata;[29]
- a Belkis, nella latina Zeugma;[28][29][47]
- a Salhieh, l'antica Dura Europos (vexillationes legionarie).

#### Mesopotamia
- a Diyarbakır, la latina Amida dove fu posizionata la legio V Parthica;[48]
- a Nusaybin, nella latina Nisibis;[49]
- a Ras al-Ayn, nella latina Resaina;[25]
- a Sinjar, nella latina Singara;[25]
- a Buseira, nella latina Circesium da Diocleziano fino al VI secolo.[50]

#### Giudea ed Arabia
- a Bosra, nella latina Bostra;[17][29]
- a Kfar Otnay, in località Caparcotna[17][29] (o Lajjun;[51][52][53])
- nei pressi di Gerusalemme, la latina Aelia Capitolina;[29]

### Lungo illimes africano

#### Egitto
- a Al Iskandariyah, nella latina Nicopoli nei pressi di Alessandria d'Egitto a partire dal principato di Augusto;[21][29][54]
- a Karnak, tra Copto e Tebe dagli inizi del principato di Augusto ai Flavi;[55]

#### Africa proconsolare
- a Dougga, la latina Thugga per un breve periodo sotto Augusto fino al 24 d.C.;[56]
- ad Haidra, la latina Ammaedara, dal 24 al 75 d.C.;[5]
- a Lambèse, la latina Lambaesis, dal 100 fino all'occupazione dei Vandali;[29]
- a Tébessa, la latina Theveste, dal 75 al 100 d.C.;[21][57]

### Aree interne europee

#### Italia
- nei pressi della latina Aquileia dai tempi di Cesare al 12 d.C. circa;[58]
- nei pressi dei colli Albani, nella latina Castra Albana;[25]

#### Britannia
- a Caerleon, la latina Isca Augusta o Isca Silurum dal 75 al V secolo;[28][59][60]
- a Chester, la latina Deva dal 78 al V secolo;[28][59][60]
- a Colchester, la latina Camulodunum dal 45 al 48;[59][60]
- ad Exeter, la latina Isca Dumnoniorum dal 55 al 65;[59][60]
- a Gloucester, la latina Glevum dal 48 al 75 circa;[59][60]
- ad Inchtuthill, la latina Pinnata castra;[3][59][60]
- a Lincoln, la latina Lindum dal 65 al 78;[28][59][60]
- ad Usk, la latina Burrium dal 56 al 65;[59][60]
- a Wroxeter, la latina Viroconium dal 56 all'88;[59][60]
- a York, la latina Eburacum dal 71 al V secolo;[17][59][60]

#### Spagna
- a Astorga, la latina Asturica Augusta;[61]
- a Herrera de Pisuerga, la latina Pisoraca, di epoca augustea;[61]
- a León, la latina Legio da Augusto al V secolo;[21][29][61]
- a Lugo, la latina Lucus Augusti di epoca augustea;[61]
- a Retortillo, la latina Iuliobriga di epoca Augustea;[62]
- a Rosinos de Vidriales, la latina Petavonium di epoca augustea;[61]